# فريدريك فرنسيس (سياسي)
فريدريك فرنسيس هو سياسي كندي، ولد في 1845، وتوفي في 1895.